# El Esfuerzo, Papantla
El Esfuerzo är en ort i Mexiko.   Den ligger i kommunen Papantla och delstaten Veracruz, i den sydöstra delen av landet, 220 km nordost om huvudstaden Mexico City. El Esfuerzo ligger 220 meter över havet och antalet invånare är 216.
Terrängen runt El Esfuerzo är platt åt sydost, men åt nordväst är den kuperad. El Esfuerzo ligger uppe på en höjd. Runt El Esfuerzo är det ganska tätbefolkat, med 179 invånare per kvadratkilometer. Närmaste större samhälle är Poza Rica de Hidalgo, 6,7 km väster om El Esfuerzo. Trakten runt El Esfuerzo består till största delen av jordbruksmark.